# Teri Polo
Pour les articles homonymes, voir Polo (homonymie).
 (avril 2016).
Si vous disposez d'ouvrages ou d'articles de référence ou si vous connaissez des sites web de qualité traitant du thème abordé ici, merci de compléter l'article en donnant les références utiles à sa vérifiabilité et en les liant à la section « Notes et références ».
Theresa « Teri » Elisabeth Polo, née le 1er juin 1969 à Dover dans le Delaware, est une actrice américaine.
Elle est connue pour son rôle de Stefanie Adams Foster dans la série télévisée américaine The Fosters (2015-2018).

## Biographie
Teri Polo débute comme danseuse à la School of American Ballet de New York avant d'entamer une carrière de mannequin. Après une courte expérience sur petit écran, elle se révèle en 1991 au générique de la comédie Mystery Date, où elle donne la réplique à Ethan Hawke.
En 1993, Teri Polo visite La Maison aux esprits de Bille August, aux côtés de Meryl Streep et Glenn Close. Trois ans plus tard, elle s’illustre dans le film fantastique The Arrival, avec Charlie Sheen, puis se consacre quelque temps à la télévision.
En 2000, Teri Polo décroche le rôle de la compagne de Ben Stiller dans la comédie Mon beau-père et moi, personnage qu'elle campe à nouveau quatre ans plus tard dans Mon beau-père, mes parents et moi et en 2010 dans Mon beau-père et nous. Entre-temps, la comédienne aura aussi bien abordé le thriller (Sous le silence, L'Intrus) que le drame (Sans frontière). 
En août 2013, elle rejoint le casting principal de la série télévisée The Fosters produite par Jennifer Lopez dans le rôle de Stefanie Adams Foster. La série est diffusée entre le 3 juin 2013 et le 6 juin 2018 sur ABC Family / Freeform.  
En mai 2022, elle rejoint le casting en tant que personnage régulier de NCIS, où elle apparait dans deux épisodes de la saison 19 et 20.

### Vie privée
En avril 1997, elle a épousé le photographe Anthony Moore. Ils ont ensemble un fils né en 2002, prénommé Griffin, puis divorcent en 2003.
En 2006, elle rencontre le batteur Jamie Wollan avec qui elle a une fille, Barley, née en 2007 ; ils se séparent en 2012.

## Filmographie

### Cinéma
- 1991 : Ni dieu ni maître (en) (Born To Ride) de Graham Baker : Beryl Ann Devers
- 1991 : Un étrange rendez-vous : (Mystery Date) de Jonathan Wacks (en) : Geena Matthews
- 1992 : Un faire-part à part (Passed Away) de Charlie Peters (en) : Rachel Scanlan
- 1993 : Aspen Extreme de Patrick Hasburgh (en) : Robin Hand
- 1993 : Tueuse à gage (Quick) de Rick King (en) : Quick
- 1993 : La Maison aux esprits (The House of The Spirits) de Bille August : Rosa del Valle
- 1994 : Golden Gate de John Madden : Cynthia
- 1996 : The Arrival de David Twohy : Char
- 2000 : Mon beau-père et moi (Meet the Parents) de Jay Roach : Pam Byrnes
- 2001 : Sous le silence (The Unsaid) de Tom McLoughlin :  Barbara Lonigan
- 2001 : L'Intrus (Domestic Disturbance) d'Harold Becker : Susan
- 2003 : Sans frontière (Beyond Borders) de Martin Campbell: Charlotte Jordan
- 2003 : À l'ombre des souvenirs (Straight from the Heart) de David S. Cass Sr. (en) : Jordan Donovan
- 2004 : Mon beau-père, mes parents et moi (Meet the Fockers) de Jay Roach : Pam Byrnes
- 2007 : Tellement menteur (Full of It) de Christian Charles (en) : Mme Moran
- 2009 : 2:13 (en) de Charles Adelman (en) : Amanda Richardson
- 2009 : The Hole de Joe Dante : Susan Thompson
- 2009 : The Beacon (film) (en) de Michael Stokes (en) : Bryn Shaw
- 2010 : Mon beau-père et nous (Little Fockers) de Paul Weitz : Pam Furnicker
- 2010 : Material Lies : Ginni
- 2012 : Psychic ou Disparition inquiétante (Beyond) de Josef Rusnak
- 2015 :  Une dernière chance pour l'amour  de Susanna White : Chloé
- 2016 :  Outlaws and Angels de JT Mollner

### Télévision

#### Séries télévisées
- 1986 : Amoureusement vôtre (Loving) (série télévisée) : Kristin Larsen
- 1988 - 1989 : TV 101 (série télévisée) : Amanda Hampton
- 1994 : Un tandem de choc (Due South) (série télévisée) : Stephanie Cabot
- 1994 : Les contes de la crypte (Tales from the Crypt) (série télévisée) : Sheila
- 1994-1995 : Bienvenue en Alaska (Northern Exposure) (série télévisée) : Michelle Schodowski Capra
- 1995 : La Vie à tout prix (Chicago Hope) (série télévisée) : Nurse Sarah Jane Petty
- 1998 : Au-delà du réel : L'aventure continue (The Outer Limits) (série télévisée) : Sally McCoy
- 1998-1999 : Le Damné (Brimstone) (série télévisée) : Det. Sgt. Delilah Ash/Ashur Badaktu
- 1999 : Felicities (série télévisée) : Maggie Sherwood
- 1999 : Sugar Hill (série télévisée)
- 1999-2000 : Sports Night (série télévisée) : Rebecca Wells
- 2000 : Frasier (série télévisée) : Abby Michaels
- 2003 : Dragnet (série télévisée) : Jessie Ross
- 2003 : The Practice (série télévisée) : Sarah Barker
- 2003-2004 : I'm with Her (série télévisée) : Alex Young
- 2006 : À la Maison-Blanche (The West Wing) (série télévisée) : Helen Santos
- 2007 : Numb3rs (série télévisée) : Rachel Willons
- 2007 : The Wedding Bells (série télévisée) : Jane Bell
- 2008 : New York, unité spéciale (Law & Order: Special Victims Unit) (saison 10, épisode 2) : Dana Kelley
- 2008 : Les Experts : Miami (CSI: Miami) (série télévisée) : Jill Walsh
- 2009 : Drop Dead Diva (série télévisée) : Jillian Ford
- 2009 : Ghost Whisperer (série télévisée) : Nikki
- 2009 : Monk (série télévisée) : Stephanie Briggs
- 2010 : Médium : Mary-Louise Graff
- 2010 : Glory Daze : Professeur Larsen
- 2010-2011 : Los Angeles, police judiciaire (Law & Order: Los Angeles) (saison 1, épisodes 2, 9 et 15) : Casey Winters
- 2011 : Man Up : Theresa Hayden Keen
- 2011 : Castle : Kayla Baron
- 2012 : Esprits criminels (Criminals Minds)  : Margaret "Maggie" Hallman
- 2013-2018 : The Fosters : Stéphanie Adam Foster (rôle principal - 104 épisodes)
- 2014 : New York, unité spéciale (saison 16, épisode 2) : Cordelia Bauer
- 2016 : Conviction (série télévisée) : Penny Price
- 2019 : Good Trouble  : Stéphanie Adam Foster (4 épisodes)
- 2022 : NCIS : Vivian Kolchak, ex-agent du FBI et ex-femme de Parker (2 épisodes)

#### Téléfilms
- 1990 : Le Fantôme de l'Opéra  (The Phantom of the Opera) de Tony Richardson d'après Gaston Leroux avec Burt Lancaster, Charles Dance : Christine Daeé
- 1990 : People Like Us : Justine Altemus Slatkin
- 1996 : Danielle Steel - la ronde des souvenirs (Full Circle) : Tanya Roberts
- 1997 : Van Helsing : Helena Harker
- 1997 : A Prayer in the Dark : Janet Hayworth
- 1997 : L'antre de Frankenstein (House of Frankenstein) : Grace Dawkins
- 1998 : Un père pour Brittany (A Father for Brittany (en)) : Kim Lussier
- 1998 : Père et fils à marier (The Marriage Fool) : Susan Prescot
- 2002 : Second String (en) : Connie Heller
- 2003 : À l'ombre des souvenirs (Straight from the Heart) : Jordan Donovan
- 2006 : L'Héritage de la peur (Legacy of Fear) : Détective Jeanne "JJ" Joyce
- 2006 : Pour le cœur d'un enfant (For the Love of a Child) : Yvonne
- 2007 : L'Amour à l'horizon (Love Is a Four Letter Word) : Emily Bennett
- 2008 : Finnegan : Det. Erin Finnegan
- 2009 : La Tempête du siècle (The Sorm) : Danni Nelson
- 2009 : Pépillo, l'enfant du miracle (Expecting a Miracle) (Téléfilm) : Donna Stanhope
- 2009 : Washington Field (Téléfilm) : SA Amanda Diaz
- 2011 : Disparition inquiétante (Beyond) : Sarah
- 2011 : La Rançon d'une vie (We Have Your Husband) : Jayne Valseca
- 2012 : Un goût de romance (A Taste of Romance) : Sara Westbrook
- 2012 : Un cœur pour Noël (A heart of christmas) : Ann Norman
- 2014 : Une mère à la dérive (Final Recourse) : Brooke Holton
- 2014 : Buddy, mon berger de Noël  (Christmas shepherd) : Sally
- 2017 :  Quelqu'un me suit... : Docteur Leary

## Voix françaises
En France, Rafaèle Moutier et Virginie Méry sont les voix régulières de Teri Polo. Natacha Muller l'a également doublée à sept reprises.
En France
| - Rafaèle Moutier dans : - Aspen Extreme - Père et fils à marier (téléfilm) - Un père pour Brittney (téléfilm) - The Practice : Donnell et Associés (série télévisée) - Pour le cœur d'un enfant (téléfilm) - New York, unité spéciale (série télévisée) - The Fosters (série télévisée) - Royal Pains (série télévisée) - Conviction (série télévisée) - Quelqu'un me suit... (téléfilm) - Une famille trop accueillante (téléfilm) - Good Trouble (série télévisée) - Virginie Méry dans : - Felicity (série télévisée) - C'est moi qu'elle aime (série télévisée) - À la Maison-Blanche (série télévisée) - L'Amour à l'horizon (téléfilm) - Un goût de romance (téléfilm) - Les Experts : Miami (série télévisée) - Ghost Whisperer (série télévisée) - Monk (série télévisée) - Los Angeles, police judiciaire (série télévisée) - Castle (série télévisée) | - Natacha Muller dans : - Pépillo, l'enfant du miracle (téléfilm) - Drop Dead Diva (série télévisée) - La Rançon d'une vie (téléfilm) - Psychic - Une mère à la dérive (téléfilm) - Une dernière chance pour l'amour (téléfilm) - Amoureusement vôtre (téléfilm) - Véronique Alycia dans : - Mon beau-père et moi - Mon beau-père, mes parents et moi - Mon beau-père et nous - Esprits criminels (série télévisée) - Marie-Laure Dougnac dans : - L'Intrus - La Ronde des souvenirs (téléfilm) - The Big Leap (série télévisée) Et aussi - Nathalie Régnier dans Un faire-part à part - Marine Jolivet dans Au-delà du réel : L'aventure continue (série télévisée) - Anne Dolan dans Le Damné (série télévisée) - Dolly Vanden dans Sans frontière - Susan Sindberg dans Dragnet (série télévisée) - Barbara Delsol dans À l'ombre des souvenirs (téléfilm) - Marjorie Frantz dans Numb3rs (série télévisée) - Laurence Dourlens dans La Tempête du siècle (mini-série) |